# Großer Preis von Ungarn 2025
Der Große Preis von Ungarn 2025 (offiziell Formula 1 Lenovo Hungarian Grand Prix 2025) soll am 3. August auf dem Hungaroring in Mogyoród stattfinden und das 14. Rennen der Formel-1-Weltmeisterschaft 2025 sein.

## Bericht

### Hintergründe
Nach dem Großen Preis von Österreich führt Oscar Piastri in der Fahrerwertung mit 16 Punkten vor Lando Norris und mit 65 Punkten vor Max Verstappen. In der Konstrukteurswertung führt McLaren mit 268 Punkten vor Ferrari und mit 296 Punkten vor Mercedes.
Unmittelbar vor Beginn des Wochenendes gab Ferrari bekannt, dass der Vertrag von Teamchef Frédéric Vasseur um mehrere Jahre verlängert wurde.
Beim Großen Preis von Ungarn stellt Pirelli den Fahrern die Reifenmischungen C3 Hard (weiß), C4 Medium (gelb) und C5 Soft (rot) sowie Cinturato Intermediates (grün) und Cinturato Full-Wets (blau) für nasse Bedingungen zur Verfügung.
Verstappen (neun), Oliver Bearman (acht), Piastri, Liam Lawson (jeweils sechs), Yūki Tsunoda, Lance Stroll (jeweils fünf), Norris, Franco Colapinto (jeweils drei), Andrea Kimi Antonelli, Nico Hülkenberg, Carlos Sainz jr., Alexander Albon (jeweils zwei) und George Russell (einer) gehen mit Strafpunkten ins Rennwochenende.
Mit Lewis Hamilton (achtmal), Verstappen (zweimal), Fernando Alonso, Esteban Ocon und Piastri (jeweils einmal) treten voraussichtlich fünf ehemalige Sieger zu dem Grand Prix an.
Als Rennkommissare für dieses Rennwochenende fungierten Felix Holter (DEU), Matthew Selley (AUS), Derek Warwick (GBR) und István Móni (HUN).

### Training
Im ersten freien Training wird Paul Aron den Kick Sauber von Hülkenberg übernehmen. Alonso musste wegen Rückenproblemen ebenfalls das erste Training aussetzen, sein Cockpit übernahm Aston Martin-Ersatzfahrer Felipe Drugovich.

## Meldeliste
| Team                                        | Nr. | Stammfahrer           | Chassis                           | Motor      | Reifen |
| ------------------------------------------- | --- | --------------------- | --------------------------------- | ---------- | ------ |
| Oracle Red Bull Racing                      | 01  | Max Verstappen        | Red Bull Racing RB21              | Honda RBPT | P      |
| Oracle Red Bull Racing                      | 22  | Yūki Tsunoda          | Red Bull Racing RB21              | Honda RBPT | P      |
| McLaren Formula 1 Team                      | 81  | Oscar Piastri         | McLaren MCL39                     | Mercedes   | P      |
| McLaren Formula 1 Team                      | 04  | Lando Norris          | McLaren MCL39                     | Mercedes   | P      |
| Scuderia Ferrari HP                         | 16  | Charles Leclerc       | Ferrari SF-25                     | Ferrari    | P      |
| Scuderia Ferrari HP                         | 44  | Lewis Hamilton        | Ferrari SF-25                     | Ferrari    | P      |
| Mercedes-AMG Petronas Formula One Team      | 63  | George Russell        | Mercedes-AMG F1 W16 E Performance | Mercedes   | P      |
| Mercedes-AMG Petronas Formula One Team      | 12  | Andrea Kimi Antonelli | Mercedes-AMG F1 W16 E Performance | Mercedes   | P      |
| Aston Martin Aramco Formula One Team        | 18  | Lance Stroll          | Aston Martin AMR25                | Mercedes   | P      |
| Aston Martin Aramco Formula One Team        | 14  | Fernando Alonso       | Aston Martin AMR25                | Mercedes   | P      |
| Aston Martin Aramco Formula One Team        | 34  | Felipe Drugovich      | Aston Martin AMR25                | Mercedes   | P      |
| BWT Alpine F1 Team                          | 10  | Pierre Gasly          | Alpine A525                       | Renault    | P      |
| BWT Alpine F1 Team                          | 43  | Franco Colapinto      | Alpine A525                       | Renault    | P      |
| MoneyGram Haas F1 Team                      | 31  | Esteban Ocon          | Haas VF-25                        | Ferrari    | P      |
| MoneyGram Haas F1 Team                      | 87  | Oliver Bearman        | Haas VF-25                        | Ferrari    | P      |
| Visa Cash App Racing Bulls Formula One Team | 06  | Isack Hadjar          | Racing Bulls VCARB 02             | Honda RBPT | P      |
| Visa Cash App Racing Bulls Formula One Team | 30  | Liam Lawson           | Racing Bulls VCARB 02             | Honda RBPT | P      |
| Atlassian Williams Racing                   | 23  | Alexander Albon       | Williams FW47                     | Mercedes   | P      |
| Atlassian Williams Racing                   | 55  | Carlos Sainz jr.      | Williams FW47                     | Mercedes   | P      |
| Stake F1 Team Kick Sauber                   | 27  | Nico Hülkenberg       | Kick Sauber C45                   | Ferrari    | P      |
| Stake F1 Team Kick Sauber                   | 97  | Paul Aron             | Kick Sauber C45                   | Ferrari    | P      |
| Stake F1 Team Kick Sauber                   | 05  | Gabriel Bortoleto     | Kick Sauber C45                   | Ferrari    | P      |

Anmerkungen
1. 1 2  Alonso setzte wegen Rückenproblemen das erste freie Training aus. An seiner Stelle übernahm Drugovich sein Fahrzeug mit der Nummer 34.
2. 1 2  Der Kick Sauber mit der Startnummer 97 wird im ersten freien Training für Aron eingesetzt. Hülkenberg übernimmt das Fahrzeug anschließend für das restliche Rennwochenende mit seiner Startnummer 27.

## WM-Stände vor dem Rennen
Die ersten zehn des Rennens bekommen 25, 18, 15, 12, 10, 8, 6, 4, 2 bzw. 1 Punkt(e).

### Fahrerwertung
| Pos. | Fahrer                | Konstrukteur               | Punkte |
| ---- | --------------------- | -------------------------- | ------ |
| 01   | Oscar Piastri         | McLaren-Mercedes           | 216    |
| 02   | Lando Norris          | McLaren-Mercedes           | 201    |
| 03   | Max Verstappen        | Red Bull Racing-Honda RBPT | 155    |
| 04   | George Russell        | Mercedes                   | 146    |
| 05   | Charles Leclerc       | Ferrari                    | 119    |
| 06   | Lewis Hamilton        | Ferrari                    | 91     |
| 07   | Andrea Kimi Antonelli | Mercedes                   | 63     |
| 08   | Alexander Albon       | Williams-Mercedes          | 42     |
| 09   | Esteban Ocon          | Haas-Ferrari               | 23     |
| 10   | Nico Hülkenberg       | Kick Sauber-Ferrari        | 22     |
| 11   | Isack Hadjar          | Racing Bulls-Honda RBPT    | 21     |

| Pos. | Fahrer            | Konstrukteur                                       | Punkte |
| ---- | ----------------- | -------------------------------------------------- | ------ |
| 12   | Lance Stroll      | Aston Martin Aramco-Mercedes                       | 14     |
| 13   | Fernando Alonso   | Aston Martin Aramco-Mercedes                       | 14     |
| 14   | Carlos Sainz jr.  | Williams-Mercedes                                  | 13     |
| 15   | Liam Lawson       | Racing Bulls-Honda RBPT/Red Bull Racing-Honda RBPT | 12     |
| 16   | Pierre Gasly      | Alpine-Renault                                     | 11     |
| 17   | Yūki Tsunoda      | Red Bull Racing-Honda RBPT/Racing Bulls-Honda RBPT | 10     |
| 18   | Oliver Bearman    | Haas-Ferrari                                       | 6      |
| 19   | Gabriel Bortoleto | Kick Sauber-Ferrari                                | 4      |
| 20   | Franco Colapinto  | Alpine-Renault                                     | 0      |
| 21   | Jack Doohan       | Alpine-Renault                                     | 0      |

### Konstrukteurswertung
| Pos. | Konstrukteur               | Punkte |
| ---- | -------------------------- | ------ |
| 01   | McLaren-Mercedes           | 417    |
| 02   | Ferrari                    | 210    |
| 03   | Mercedes                   | 209    |
| 04   | Red Bull Racing-Honda RBPT | 162    |
| 05   | Williams-Mercedes          | 55     |

| Pos. | Konstrukteur                 | Punkte |
| ---- | ---------------------------- | ------ |
| 06   | Racing Bulls-Honda RBPT      | 36     |
| 07   | Haas-Ferrari                 | 29     |
| 08   | Aston Martin Aramco-Mercedes | 28     |
| 09   | Kick Sauber-Ferrari          | 26     |
| 10   | Alpine-Renault               | 11     |